# Plagiochila peculiaris
Plagiochila peculiaris là một loài rêu trong họ Plagiochilaceae. Loài này được Schiffner mô tả khoa học đầu tiên năm 1900.